# Олександр Жуматій
Олександр Вікторович Жуматій (нар. 3 квітня 1988, Софіївка, Миколаївська область) — український та російський волейболіст, діагональний. Виступав за ВК «Імпексагро Спорт Черкаси», збірну України. Майстер спорту України.
Зріст — 192 (196[джерело?]) см, номер у команді — 5.

## Життєпис
Навчався в Кам'янець-Подільському національному університеті імені Івана Огієнка.
У 2006—2007 Олександр виступав за хмельницьку команду «Новатор». З 2007 року і до сьогодення бореться за перемогу пліч-о-пліч з гравцями «Імпексагро Спорт Черкаси». Є найрезультативнішим гравцем команди.
- 2007 — бронзовий призер Кубка України
- 2007—2008 — бронзовий призер України.
- 2008 — срібний призер Кубка України.
- 2009—2010 — срібний призер Кубка України, а також бронзовий призер чемпіонату України (у складі «Імпексагро Спорт Черкаси»)

В минулому — гравець збірну України.